# Proyecto Maven
El Proyecto Maven (oficialmente Algorithmic Warfare Cross Functional Team) es un proyecto del Pentágono que implica el uso del aprendizaje automático y la fusión de datos para procesar informaciones de muchas fuentes, identificar objetivos potenciales, mostrar información a través de una interfaz de usuario y transmitir decisiones humanas a los sistemas de armas, entre otras funciones. Comenzó en 2017 y desde 2021 se ha utilizado en múltiples conflictos militares en los que ha estado involucrado Estados Unidos.

## Orígenes
Inicialmente, el proyecto fue liderado por Robert O. Work, quien estaba preocupado por el uso militar por parte de China de la tecnología emergente. Según se informa, el desarrollo del Pentágono no llega a actuar como un sistema de armas de IA capaz de disparar contra objetivos autodesignados. El proyecto fue establecido mediante un memorando del Subsecretario de Defensa de Estados Unidos el 26 de abril de 2017. 
En la segunda Cumbre Tecnológica Defense One, celebrada en julio de 2017, el coronel del Cuerpo de Marines, Drew Cukor también afirmó que la inversión en un "proceso de flujo de trabajo deliberado" fue financiada por el Departamento de Defensa, a través de sus "autoridades de adquisición rápida", durante aproximadamente los  36 meses siguientes.
Según Jack Shanahan el teniente general de la Fuerza Aérea de los Estados Unidos, en noviembre de 2017, está "diseñado para ser ese proyecto piloto, ese pionero, esa chispa que encienda el frente de la inteligencia artificial en el resto del Departamento [de Defensa]". Drew Cukor afirmó también que: «Las personas y las computadoras trabajarán en simbiosis para aumentar la capacidad de los sistemas de armas para detectar objetos». El Proyecto Maven ha sido reconocido por aliados, como el australiano Ian Langford, por su capacidad para identificar adversarios mediante la recopilación de datos de sensores en vehículos aéreos no tripulados y satélites.
La Agencia Nacional de Inteligencia Geoespacial se hizo cargo del proyecto en 2022.

## Tecnología
El proyecto implica la fusión de datos, para la cual el Pentágono colaboró originalmente con Google, pero en 2018, empleados de Google organizaron huelgas en protesta por la participación de Google en el proyecto. Posteriormente, Google no renovó el contrato con el Pentágono.
Las empresas que han contribuido a la fusión de datos incluyen Palantir Technologies, Amazon Web Services, ECS Federal, L3Harris Technologies, Maxar Technologies, Microsoft y Sierra Nevada Corporation. La principal plataforma de fusión de datos la hace Palantir. Al menos 21 empresas privadas estuvieron involucradas.
Las fuentes de datos incluyen fotografías, imágenes satelitales, datos de geolocalización (dirección IP, geoetiquetado, metadatos, etc.) de intercepciones de comunicaciones, sensores infrarrojos, radar de apertura sintética, etc. Los sistemas de aprendizaje automático, incluidos los sistemas de reconocimiento de objetos, procesan los datos e identifican objetivos potenciales, como tanques enemigos o la ubicación de una nueva instalación militar. El conjunto de datos de entrenamiento incluyó al menos 4 millones de imágenes de objetos militares, como buques de guerra, etiquetados por humanos. La interfaz de usuario se llama Maven Smart System. Podría mostrar información como movimientos de aeronaves, logística, ubicaciones de personal clave, ubicaciones en la lista de no atacar, barcos, etc. Los cuadros delineados en amarillo muestran objetivos potenciales. Los cuadros con contorno azul muestran fuerzas amigas o zonas de no ataque. También podría transmitir, directamente a las armas, una decisión humana de disparar.

## Aplicaciones

### Scarlet Dragon exercises
El XVIII Cuerpo Aerotransportado es el principal probador del Proyecto Maven. Con la colaboración de organizaciones de armas de los Estados Unidos y el Reino Unido, ha utilizado Maven y los sistemas de armas conectados a él para atacar objetivos desde bombarderos, aviones de combate y drones.
A partir de 2020, Maven se utilizó para ejercicios con fuego real ("Scarlet Dragon exercises").  El primero tuvo lugar en Fort Bragg. Un sistema de IA identificó un tanque en imágenes satelitales, el humano lo aprobó y el sistema de IA envió una señal a un M142 HIMARS para que atacara el objetivo (en este caso, un tanque fuera de servicio). Fue el primer ataque de artillería habilitado con IA en el ejército de Estados Unidos.
Hay 6 pasos en la kill chain (cadena de eliminación): identificar, localizar, filtrar hasta los objetivos válidos y legales, priorizarlos, asignarlos a unidades que disparan y disparar.  De estos 6 pasos, Maven puede realizar 4. Un oficial superior de selección de objetivos estimó que con Maven podría determinar 80 objetivos por hora, frente a los 30 objetivos por hora sin él. La eficiencia fue comparable con la célula de selección utilizada durante la Operación Libertad Iraquí, pero mientras que la OIF (Operation Iraqi Freedom) utilizó una célula de selección con aproximadamente 2000 personas, la XVIII División Aerotransportada utilizó una con 20.

### Uso en conflictos
En el evacuación de Afganistán de 2021, se utilizó Maven para mostrar la situación sobre el terreno. Podría indicar simultáneamente fuentes de datos, como movimientos de aeronaves, logística, amenazas y ubicaciones de personal clave.
Durante la invasión rusa de Ucrania de 2022, Estados Unidos utilizó inteligencia satelital y el sistema inteligente Maven para proporcionar la ubicación de equipos rusos a las fuerzas ucranianas.
En febrero de 2024, Maven se utilizó para delimitar objetivos para ataques aéreos en Irak y Siria. También se utilizó para localizar lanzacohetes en Yemen y buques en el Mar Rojo, algunos de los cuales fueron destruidos en febrero de 2024 según el Mando Central de los Estados Unidos.